# Susan Hearnshawová
Susan Hearnshawová ( * 26. května 1961) je bývalá britská atletka, halová mistryně Evropy ve skoku do dálky.

## Sportovní kariéra
Na juniorském mistrovství Evropy v roce 1979 vybojovala v soutěži dálkařek bronzovou medaili. V následující sezóně obsadila v olympijském finále deváté místo. Nejlepších výkonů dosáhla v roce 1984 - na jaře se stala halovou mistryní Evropy, v létě získala bronzovou medaili na olympiádě v Los Angeles.